# Kabinett Hirsch
Das Kabinett Hirsch bildete die Preußische Staatsregierung vom 25. März 1919 bis 29. März 1920. Es löste das kurzfristige Revolutionskabinett ab, dessen Ministerpräsident bereits Paul Hirsch gewesen war.

## Mitglieder
| Amt                   | Name                                     | Bild | Partei | Partei    |
| --------------------- | ---------------------------------------- | ---- | ------ | --------- |
| Ministerpräsident     | Paul Hirsch                              |      |        | SPD       |
| Handel                | Otto Fischbeck                           |      |        | DDP       |
| Landwirtschaft        | Otto Braun                               |      |        | SPD       |
| Wissenschaft          | Konrad Haenisch                          |      |        | SPD       |
| Finanzen              | Albert Südekum                           |      |        | SPD       |
| Inneres               | Wolfgang Heine                           |      |        | SPD       |
| Justiz                | Hugo am Zehnhoff                         |      |        | Zentrum   |
| Öffentliche Arbeiten  | Rudolf Oeser                             |      |        | DDP       |
| Wohlfahrt             | Adam Stegerwald                          |      |        | Zentrum   |
| Krieg                 | Walther Reinhardt bis 18. September 1919 |      |        | parteilos |
| Ohne Geschäftsbereich | Otto Huë                                 |      |        | SPD       |